# Zakład Karny w Goleniowie

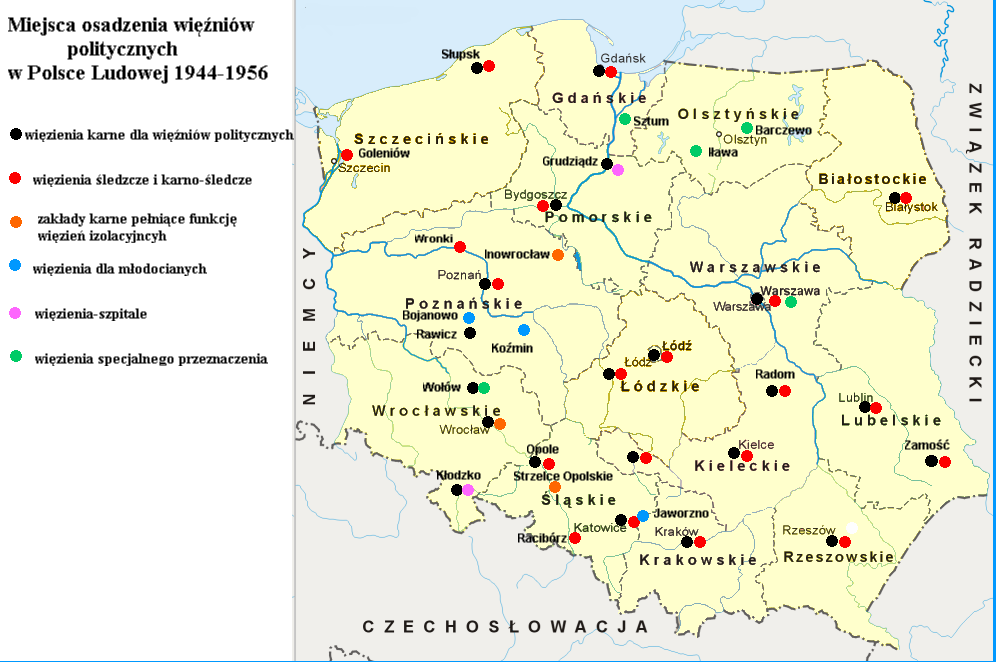
Miejsca osadzenia więźniów politycznych w Polsce Ludowej 1944–1956

Zakład Karny w Goleniowie – jednostka typu zamkniętego dla mężczyzn recydywistów penitencjarnych z oddziałami:
- dla tymczasowo aresztowanych;
- terapeutycznym;
- dla skazanych zakwalifikowanych do odbywania kary w warunkach zakładu typu półotwartego*
- dla skazanych zakwalifikowanych do odbywania kary w zakładzie karnym typu zamkniętego pierwszy raz odbywających karę
- dla osadzonych stwarzających poważne zagrożenie społeczne albo poważne zagrożenie dla bezpieczeństwa jednostki (od grudnia 2002 r.).
- dla skazanych kobiet zakwalifikowanych do odbywania kary w zakładzie karnym typu zamkniętego pierwszy raz odbywające karę oraz recydywiski, a w przypadku skazanych kobiet zakwalifikowanych do odbywania kary w zakładzie karnym typu półotwartego – dla skazanych pierwszy raz odbywających karę oraz młodocianych[12]

 Budynek wpisany jest do rejestru zabytków pod nr rej.: A-128 z 11.07.2003:

## Historia
Obiekt po raz pierwszy pojawił się na mapach z lat 80. XIX wieku, zachowane sytuacyjne plany budowy kompleksu datowane są na rok 1846. Na terenie o powierzchni 6,53 ha znajdują się budynki więzienne z końca XIX i przełomu XIX i XX wieku, które przetrwały w niezmienionym stanie do czasów obecnych. Trzy z nich zawierają architektoniczne elementy neogotyckich sklepień, łuków i rozet. W czasie II wojny światowej przetrzymywano tutaj antyfaszystów, po jej zakończeniu więzienie wykorzystano do osadzenia zbrodniarzy wojennych. W latach 1946–1947 na terenie jednostki powstało Przedsiębiorstwo Obróbki Metalu zatrudniające więźniów. Nazwę „Zakład Karny” więzienie przybrało w roku 1965, zaś przeznaczenie zakładu dla wielokrotnie karanych zmieniono w latach 70. XX wieku.
Z początkiem lat 90. jednostka przechodziła remont i po nim oddano do użytku pięć kondygnacji oddziałów mieszkalnych, salę gimnastyczną oraz nowoczesną izbę chorych.
W grudniu 2002 w ZK w Goleniowie uruchomiono oddział dla osadzonych stwarzających poważne zagrożenie społeczne albo poważne zagrożenie dla bezpieczeństwa jednostki pod nazwą oddział dla niebezpiecznych. Oddział całodobowo monitorowany za pomocą urządzeń elektronicznych.
26 czerwca 2003 dokonano odbioru pozostałej części pawilonu B wraz z placami spacerowymi. W latach 2004–2005 zakończono przebudowę i remont pawilonu centralnego wraz z infrastrukturą do jego zasiedlenia. W tym samym czasie wyremontowano i zmodernizowano kompleks gospodarczy. Powstała nowoczesna i ekologiczna kotłownia oraz kuchnia spełniająca wymogi systemu.

## Protesty więźniów
W wyniku protestów we wrześniu 1989 więźniowie zatrudnieni w zakładzie POMET okupowali hale produkcyjne i dachy hal w przedsiębiorstwie. Kolejna fala niepokojów nastąpiła z chwilą, gdy sejm RP rozpoczął prace nad ustawą amnestyjną. Według wstępnego projektu miała ona wyłączać recydywistów. Jednakże niektórzy posłowie z OKP podtrzymywali w więźniach nadzieję, że jednak obejmie ona recydywistów. W tym czasie faktycznie władzę w więzieniu przejęli więźniowie. Administracja SW była politycznie ubezwłasnowolniona przez nową ekipę rządową.
7 grudnia 1989, po wiadomościach telewizyjnych (kiedy to poinformowano, że amnestia nie obejmuje recydywistów), więźniowie z paw. „C” odebrali funkcjonariuszom SW (oddziałowym) klucze od cel i wypuścili wszystkich skazanych. Podobna sytuacja wystąpiła w paw. „B”. Następnie przystąpili do budowania barykad w korytarzach i przy drzwiach wejściowych do pawilonów oraz przygotowali zapory ogniowe i broń. Wzmocnione siły znajdowały się poza pawilonami mieszkalnymi, w tym w administracji. Takie rozlokowanie sił doprowadziło do tego, że skazani z dużą łatwością opanowali 2 pawilony mieszkalne.
W godzinach nocnych z 7/8.12.1989r. funkcjonariusze przystąpili do szturmu na zbuntowane pawilony. Skazani podpalili zapory ogniowe. W kierunku funkcjonariuszy SW poleciały zaostrzone metalowe i drewniane piki, śruby, mutry, dachówki i cegły. Pierwotnie funkcjonariuszom udało się odbić z rąk skazanych I i II kondygnację paw. „C”. Po kolejnych 3 godzinach walk sytuacja wróciła do poprzedniego stanu. SW została wyparta z paw. „C”. Od godzin rannych 8 grudnia do około 6 rano 9 grudnia trwały walki pozycyjne.
9 grudnia 1989, w godzinach rannych, po prezentacji siły przez oddziały milicyjne, w tym komandosów, oraz wezwaniu komendanta wojewódzkiego Policji w Szczecinie do poddania się, zbuntowani skazani złożyli broń i rozebrali barykady oraz ugasili zapory ogniowe. W wyniku buntu całkowicie zniszczono pawilon „C” i „B” oraz „Sz”. W czasie buntu, w wyniku samosądu skazanych zginął 1 skazany, wielu zostało rannych. Po stronie SW było wielu rannych. straty finansowe oszacowano na kwotę 10 mld („starych”) złotych.

## Obiekty zabytkowe
Na terenie Zakładu Karnego znajdują się następujące budynki wpisane w roku 2003 do Rejestru Zabytków (nr rej.: A-128):
- budynek administracyjny z bramą, 3 ćw. XIX
- budynek ze świetlicą, 3 ćw. XIX
- pawilon więzienny A, 3 ćw. XIX
- pawilon więzienny B, XIX/XX
- pawilon więzienny C, 1910–1920
- pawilon więzienny D, XIX/XX
- budynek z wieżą (szpital i kaplica), 3 ćw. XIX
- budynek-łącznik, XIX/XX